# 205
Évszázadok: 2. század – 3. század – 4. század
Évtizedek: 150-es évek – 160-as évek – 170-es évek – 180-as évek – 190-es évek – 200-as évek – 210-es évek – 220-as évek – 230-as évek – 240-es évek – 250-es évek
Évek: 200 – 201 – 202 – 203 –  204 – 205 – 206 – 207 – 208 – 209 – 210

## Események

### Római Birodalom
- Septimius Severus császár fiait, Caracallát és Getát választják consulnak.
- Január 22-én a császári palotába rendelik Caius Fulvius Plautianust testőrparancsnokot, Septimius Severus bizalmasát és Caracalla apósát. Azzal vádolják, hogy császárellenes összeesküvést szervezett és ott helyben kivégzik. Családját - köztük Caracalla feleségét, Fulvia Plautillát - Szicíliára, majd Liparira száműzik, ahol Caracalla hatalomra jutása után, 212-ben meggyilkolják őket.
- Feltehetően az összeesküvéssel kapcsolatos tisztogatások során több szenátort (mint a volt consul Marcus Peducaeus Plautius Quintillust és Popilius Pedo Apronianust) kivégeznek.
- A praetoriánus gárda élére Plautianus helyére a híres jogászt és a császár barátját, Aemilius Papinianust nevezik ki.

### Kína
- Cao Cao azzal vádolja Jüan Tant, hogy nem vette ki a maga részét a fivére, Jüan Sang elleni harcból, ezért felmondja a szövetségüket és a nanpi csatában szétveri Jüan Tan erőit; őt magát menekülés közben meggyilkolják.

## Születések
- Plótinosz, görög neoplatonista filozófus

## Halálozások
- Caius Fulvius Plautianus, római politikus
- Marcus Peducaeus Plautius Quintillus, római politikus
- Popilius Pedo Apronianus, római politikus
- Jüan Tan, kínai hadúr

## Fordítás
- Ez a szócikk részben vagy egészben  a(z)   205 című angol Wikipédia-szócikk ezen változatának fordításán alapul.  Az eredeti cikk szerkesztőit annak laptörténete sorolja fel. Ez a jelzés csupán a megfogalmazás eredetét és a szerzői jogokat jelzi, nem szolgál a cikkben szereplő információk forrásmegjelöléseként.